# سیرت بزرگ

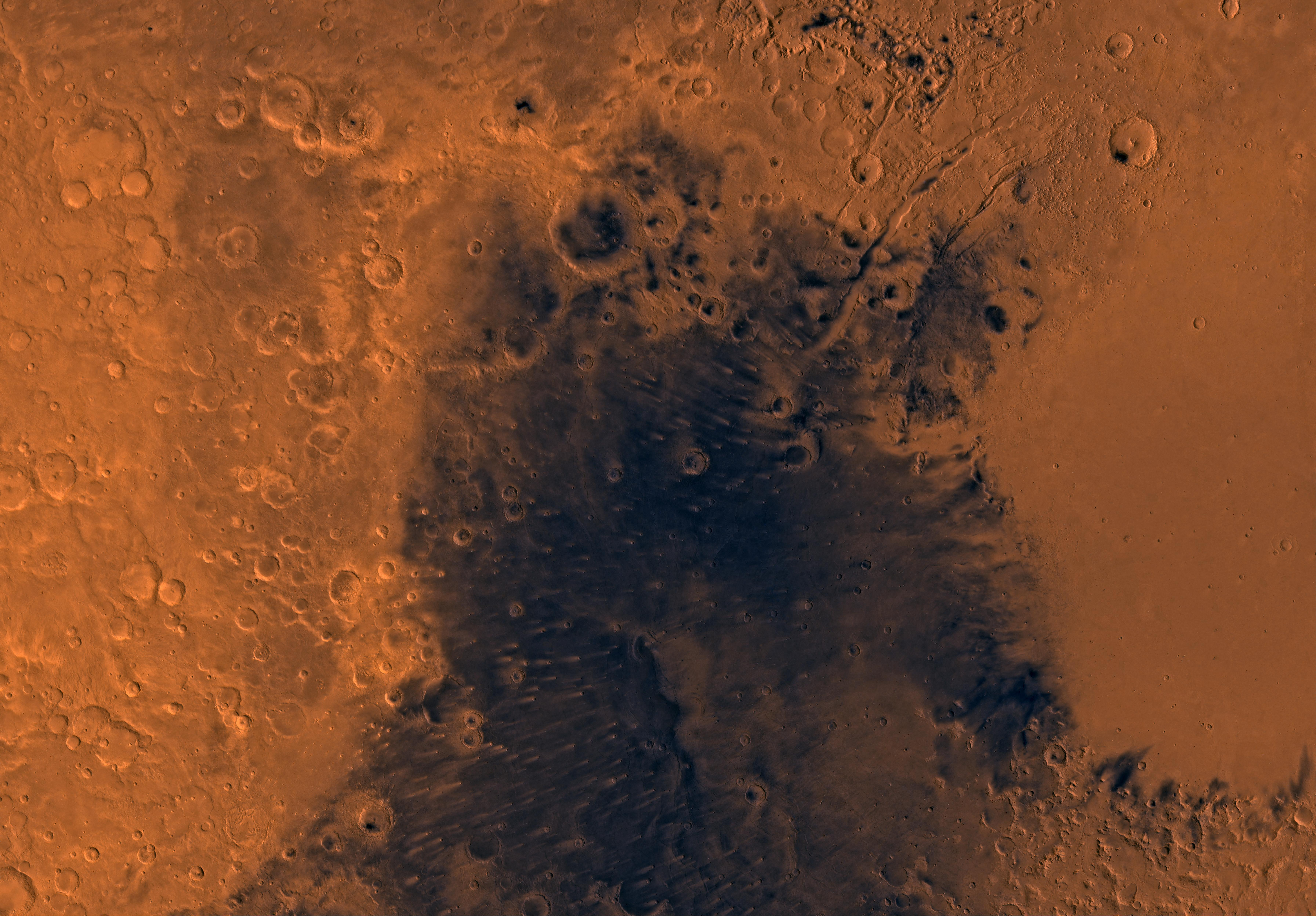
فلاتهٔ سیرت بزرگ در سیارهٔ بهرام..

فلاتهٔ سیرت بزرگ (Syrtis Major Planum) نام "لکهٔ تیره‌ای" است بر سطح کره مریخ (بهرام).
سیرت بزرگ در مرز میان سرزمین‌های پست شمالی و سرزمین‌های مرتفع جنوبی کرهٔ بهرام قرار دارد.
بررسی داده‌های رسیده از نقشه‌بردار سراسر مریخ نشان داد که فلاتهٔ سیرت بزرگ یک آتشفشان سپری با برجستگی کم است.
رنگ تیرهٔ آن در نتیجهٔ وجود صخره‌های بازالتی آتشفشانی و فقدان گرد و غبار زیاد در منطقه است.
نام سیرت بزرگ از نام رومی قدیم برای خلیج سیدرای لیبی گرفته شده‌است.

## نگارخانه

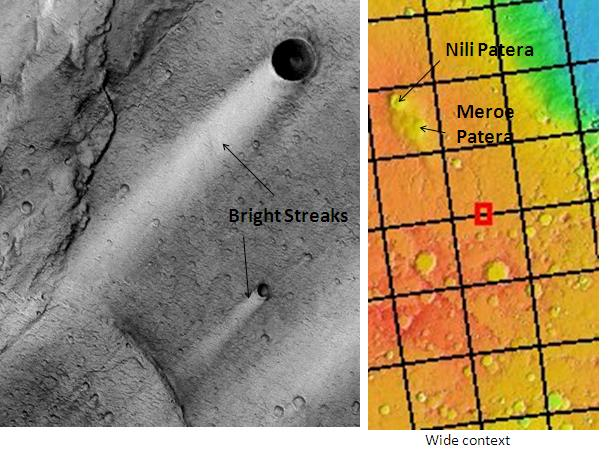